# The Siege of Acre. A Poem

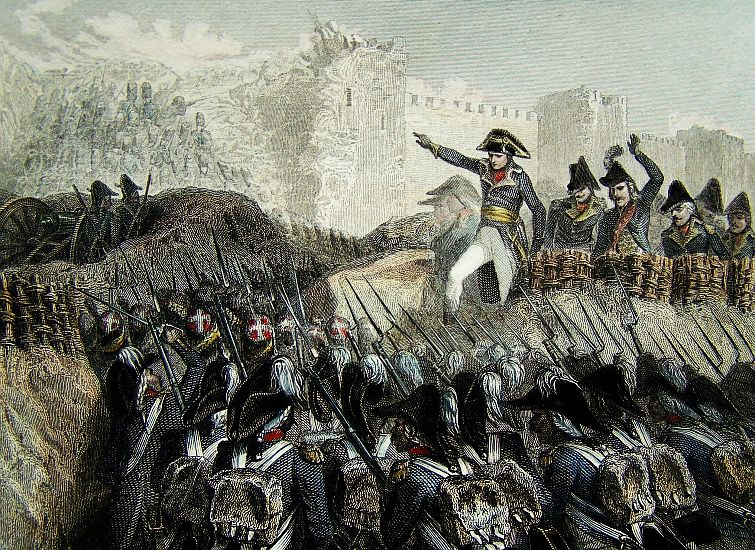
Napoleon Bonaparte podczas walk na murach Akki

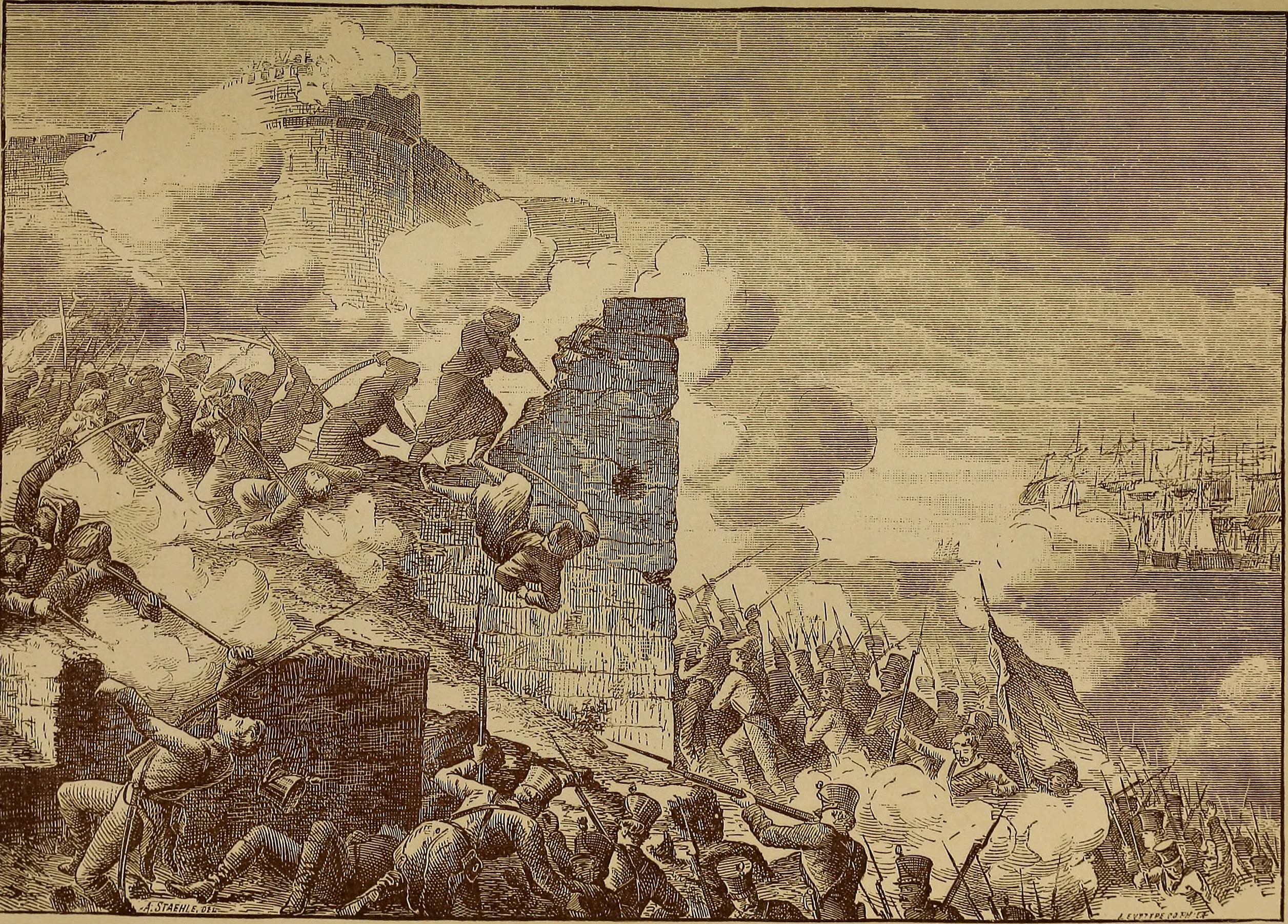
Oblężenie Akki. W tle flota brytyjska

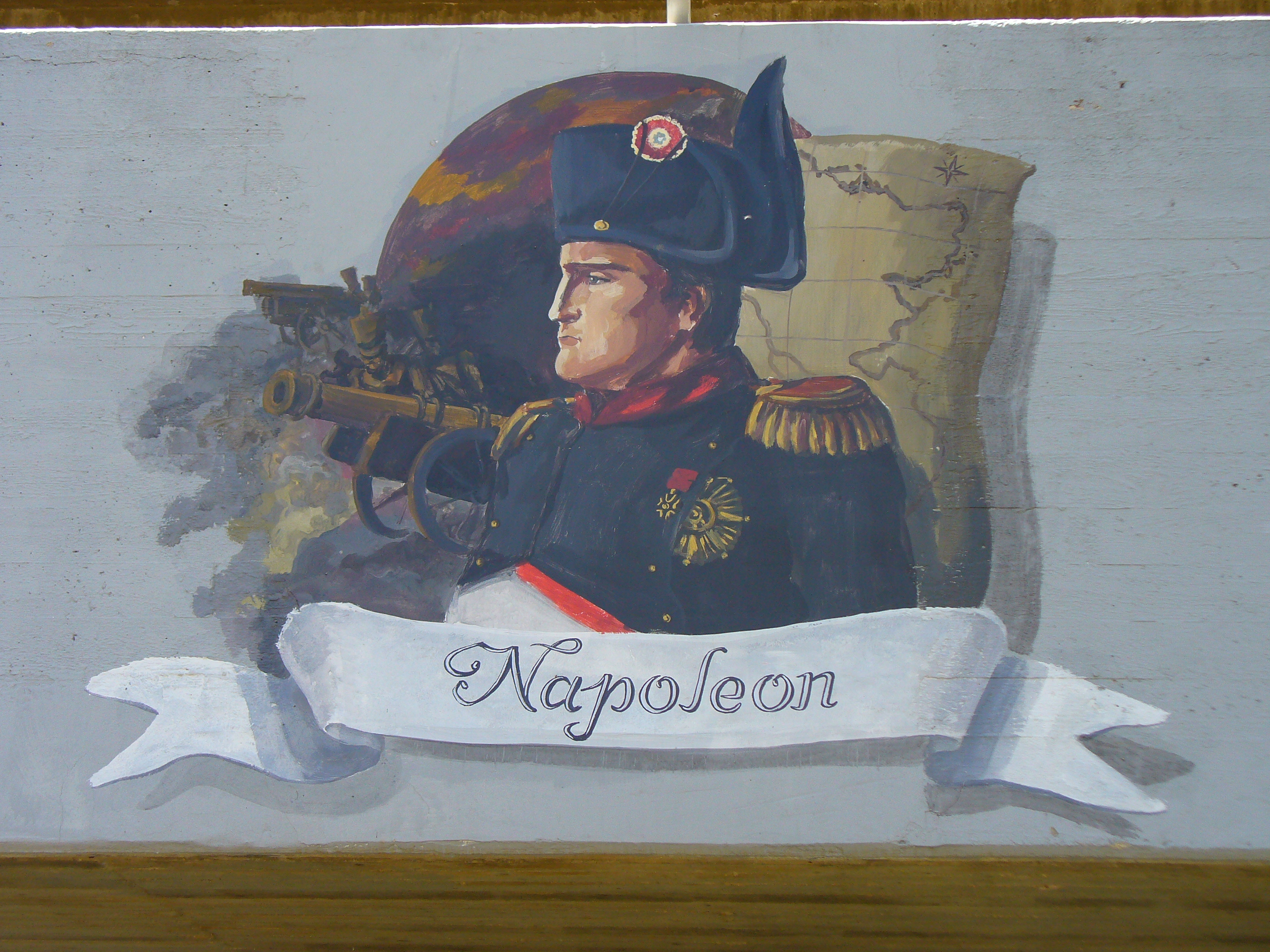
Napoleon Bonaparte, mural w Akce

The Siege of Acre. A Poem (Obleżenie Akki) – poemat epicki angielskiej poetki Hanny Cowley. Po raz pierwszy poemat był opublikowany w 1799 w piśmie Annual Register w wersji składającej się z czterech ksiąg, a potem w 1801 wydany w objętości sześciu ksiąg. Utwór opowiada o podjętej w 1799 przez wojska francuskie próbie zdobycia silnie ufortyfikowanego miasta w trakcie wojen napoleońskich. Niepowodzenie Francuzów w walce o fortecę było jedną z pierwszych klęsk Napoleona. W Wielkiej Brytanii było przyjęte z radością i nadzieją. 

## Forma
Na formę swojego eposu Hannah Cowley wybrała dystych bohaterski (heroic couplet), czyli parzyście rymowany pentametr jambiczny, typowy dla poezji angielskiej osiemnastego wieku. Takim wierszem posługiwał się na przykład Alexander Pope. Gdzieniegdzie poetka zastosowała aliterację: Lo! 'midst the toughest strugle of the fight/Sudden, like Summer streams of midnight light. Utwór rozpoczyna się apostrofą:

I greet thee freely, whatsoe'er thou art
My Mind exciting as thou thrill'st my Heart!
Is it the Muse whose Influence I greet,
Whose cheering Influence makes lone hours so sweet
Art Thou the Muse? Ah no! for Fiction she—
Celestial Truth! I seize the Theme from Thee.
Be thou the Guardian of my Lay, Firm Maid,
And through thy brilliant fields thy Vot'ry aid

## Opinie
Poemat został zrecenzowany w The Monthly Review i w The British Critic: A New Review. Napisanie eposu, i to o tematyce batalistycznej, na dodatek opartego na aktualnych wydarzeniach, przez kobietę było dla ówczesnych krytyków i czytelników pewnym zaskoczeniem.